# Carlos Furtado
Carlos Augusto Borges Rodrigues Furtado (26 de abril de 1971) é um político português que foi eleito deputado regional em 2019 pelo partido Chega mas saiu depois de divergências com o partido, foi cabeça de lista do Juntos pelo Povo na ilha de Ilha de São Miguel nas eleições regionais dos Açores de 2024.